# Zuckerfabrik Sobbowitz Nr. 9785
Die schmalspurige Dampflokomotive Zuckerfabrik Sobbowitz Nr. 9785 wurde mit der Spurweite von 780 mm von Orenstein & Koppel (O&K) im Jahr 1921 hergestellt und an die Zuckerfabrik Sobbowitz ausgeliefert.
Nach dem Zweiten Weltkrieg wurde sie auf die Spurweite von 1000 mm umgespurt und war bei der Cukrownia Gryfice eingesetzt. Sie erhielt mit der Betriebsnummer Ty-9785 eine Bezeichnung, die dem Bezeichnungssystem der Polskie Koleje Państwowe (PKP) angeglichen ist. Die Lokomotive ist heute im Eisenbahnmuseum in Gryfice erhalten.

## Geschichte

### Vorkriegszeit
Im Jahr 1921 kaufte die Zuckerfabrik Sobbowitz bei Orenstein & Koppel die Lokomotive mit der Fabriknummer 9785. Sie hatte eine Spurweite von 780 mm und diente dem Transport der Zuckerrübenwagen auf den Werkgleisen der Zuckerfabrik. Die Lokomotive erhielt keine eigene Betriebsnummer.

### Nach dem Zweiten Weltkrieg

#### Ty-9785
Nach dem Zweiten Weltkrieg wurden die Betriebe in Polen verstaatlicht, die Lokomotive wurde von der Cukrownia Gryfice übernommen. In der Zeit von 1947 bis 1949 wurde sie auf die Spurweite von 1000 mm umgespurt. Die Lokomotive erhielt die Bezeichnung Ty-9785, angelehnt an das Bezeichnungssystem von Schmalspurlokomotiven der PKP. Dabei bedeuten T = Tenderlokomotive und y = drei angetriebene Achsen, die Fabriknummer von O&K wurde zur Ordnungsnummer. Die Lokomotive bediente die Werkgleise der Zuckerfabrik in Greifenberg und führte Überführungsfahrten zum Übergabebahnhof der PKP durch.
Die Instandhaltung wurde anfangs von der betriebseigenen Werkstatt durchgeführt, ab den 1950er Jahren wurden sie von der Zakłady Naprawcze Taboru Kolejowego (ZNTK) Nowy Sącz übernommen. Die Lokomotive war bis 1972 bei der Zuckerfabrik im Einsatz und wurde dann abgestellt. 1979 wurde sie vom Eisenbahnmuseum Warschau übernommen. Die Lokomotive ist heute in dem Schmalspurbahnmuseum Gryfice ausgestellt. Im Jahr 2009 wurden Kesselverschalung sowie Führerhaus renoviert.

## Konstruktion
Der Blechrahmen ist mit einer Stärke der Rahmenwangen von 14 mm ausgeführt. In ihm sind die drei Achsen mit Innenlager fest geführt. Zwischen den Rahmenwangen ist ein Wasserbehälter eingebaut. Die Achsen sind oberhalb der Achslager mit jeweils einer Blattfeder abgefedert, die mit Ausgleichshebeln miteinander verbunden sind. Der Rahmen war so gestaltet, dass die Umspurung problemlos möglich war. An den Stirnseiten besitzt sie extra große Pufferbohlen. An ihnen sind die Balancierhebelkupplung und zusätzlich darunter eine Schraubenkupplung mit Zughaken montiert. Damit war das Rangieren mit Fahrzeugen der Greifenberger Kleinbahn möglich.
Der einfache Flammrohrkessel besaß eine kupferner Feuerbüchse, die in den 1960er Jahren durch eine stählerne ersetzt wurde. Er besteht aus zwei Schüssen. Auf dem ersten Schuss sitzt der Dampfdom, in dem sich ein Regler mit Innenantrieb befand. Auf der Haube des Dampfdomes sind zwei Sicherheitsventile mit Druckfedern angebracht, die nach Bauform Orenstein & Koppel ausgeführt sind. Auf dem zweiten Schuss sitzt der Sanddom. Von diesem konnte die zweite Achse von vorn und hinten gesandet werden. Gespeist wurde der Kessel durch zwei Injektoren von Schau mit einer Förderleistung von 60 l pro Minute. Auf der Rauchkammer sitzt ein becherförmiger Schornstein. Die Zylinder besitzen Flachschieber und Heusinger-Steuerung, der Kreuzkopf wird einschienig auf der Gleitbahn geführt. Angetrieben wurde die dritte Achse.
Die Lokomotive besaß eine Dampfbremse und eine Handbremse, die auf eine gemeinsame Welle wirkten, von der aus die 1. Achse von vorn und die 3. Achse von hinten abgebremst wurden. Ausgerüstet war die Lok mit einer Petroleumbeleuchtung.